# Olgierd Wacławik
Olgierd Wacławik (ur. 10 września 1928 w Warszawie, zm. 14 maja 2019 w Szczecinie) – polski działacz i przewodnik turystyczny, nauczyciel geografii, wychowawca wielu pokoleń dzieci i młodzieży, organizator rajdów i obozów turystycznych, pilot wycieczek. Znawca historii i walorów turystycznych Szczecina, Pomorza Zachodniego oraz Polski.

## Życiorys

### Wykształcenie
Absolwent szkoły podstawowej w Warszawie w Generalnym Gubernatorstwie, Liceum Pedagogicznego w Świdwinie, UAM w Poznaniu oraz Wyższej Szkoły Pedagogicznej I Stopnia w Łodzi.

### Praca Zawodowa
Po maturze w 1950 r. dostał nakaz pracy do Trzebiatowa, gdzie do roku 1955 pracował jako nauczyciel geografii w miejscowej szkole. W 1955 r. przeniósł się do Szczecina, gdzie przez dwa lata pracował w Szkole Podstawowej nr 15 na ul. Wielkopolskiej, a następnie do emerytury w Szkole Podstawowej nr 34 na ul. Małkowskiego 12 (obecnie Zespół Szkół Ogólnokształcących nr 9).

### Młode lata
„Wacław”, jak zwykli nazywać go jego młodsi wychowankowie, dzieciństwo spędził w Warszawie w II Rzeczypospolitej, przeżył Powstanie Warszawskie, w czasie którego był ranny od kuli niemieckiego snajpera. Po upadku powstania z matką i rodzeństwem przedostał się do Torunia. Ojciec był starszym sierżantem w sztabie Pierwszego Pułku Lotnictwa na Okęciu. Jego dowódcą był generał Ludomił Rayski. W 1939 r. przez Rumunię, Węgry, Afrykę Północną i Francję dostał się do Wielkiej Brytanii, gdzie do końca wojny służył w lotnictwie. Po wojnie nie wrócił do kraju.
„Senior”, jak zwykli nazywać go jego starsi wychowankowie, po wojnie wyjechał na Ziemie Odzyskane do miejscowości Świdwin. Pracował jako traktorzysta i tak pomagał rodzinie. Tu też zaczęła się jego przygoda i fascynacja szeroko pojętą turystyką i krajoznawstwem. W 1950 roku w Trzebiatowie założył drużynę harcerską, młodym ludziom starał się przekazać swoją fascynację przyrodą, a jednocześnie rozwijać w nich zainteresowania pięknem Pomorza Zachodniego.

### Działalność
W 1955 r. przeniósł się do Szczecina gdzie na dobre zaczął edukować pokolenia młodzieży, przekazując im zamiłowanie do turystyki, pedagogiki i spełniania swoich marzeń. Był założycielem i opiekunem Szkolnego Koła Krajoznawczo-Turystycznego „Wygi Północnego Zachodu” działającego przy SP 34. W ramach SKKT uczniowie brali udział w konkursach turystyczno-krajoznawczych oraz olimpiadach geograficznych zdobywając czołowe miejsca w kraju. Od 1966 r. prowadził cykliczną imprezę turystyczną dla młodzieży szkolnej „Leśna sobota”. Był pomysłodawcą szlaków turystycznych i nazw dla obiektów krajoznawczych. Podczas rajdów, które organizował po szczecińskich puszczach: Bukowej, Wkrzańskiej, Goleniowskiej pod jego kierunkiem kształtowali się młodzi pasjonaci turystyki. Był przewodniczącym Rady Opiekunów Szkolnych Kół Turystyczno-Krajoznawczych. Jeden z inicjatorów regionalnej odznaki turystyczno-krajoznawczej „Znam Szczecin”. Był działaczem władz miejskich i wojewódzkich Polskiego Towarzystwa Turystyczno-Krajoznawczego. Organizator licznych obozów wędrownych – pieszych (w tym górskich), kolarskich oraz InO. Na rajdach, obozach był zarówno mentorem, jak i przewodnikiem, opiekunem, nauczycielem. Uczniowie pod jego czujnym okiem zdobywali odznaki turystyki kwalifikowanej:
- Górska Odznaka Turystyczna PTTK,
- Odznaka Turystyki Pieszej,
- Kolarska Odznaka Turystyczna,
- Odznaka Imprez na Orientację.

### Życie prywatne
W 1953 r. zawarł związek małżeński z poznaną w Trzebiatowie – Wiesławą. Ma z nią dwie córki.

## Odznaczenia i nagrody
- Krzyż Kawalerski Orderu Odrodzenia Polski[3],
- Regionalna Odznaka „Brzdąc”[2],
- Ogólnopolska Odznaka „Belfer na Szóstkę”[2].